# 練馬大根

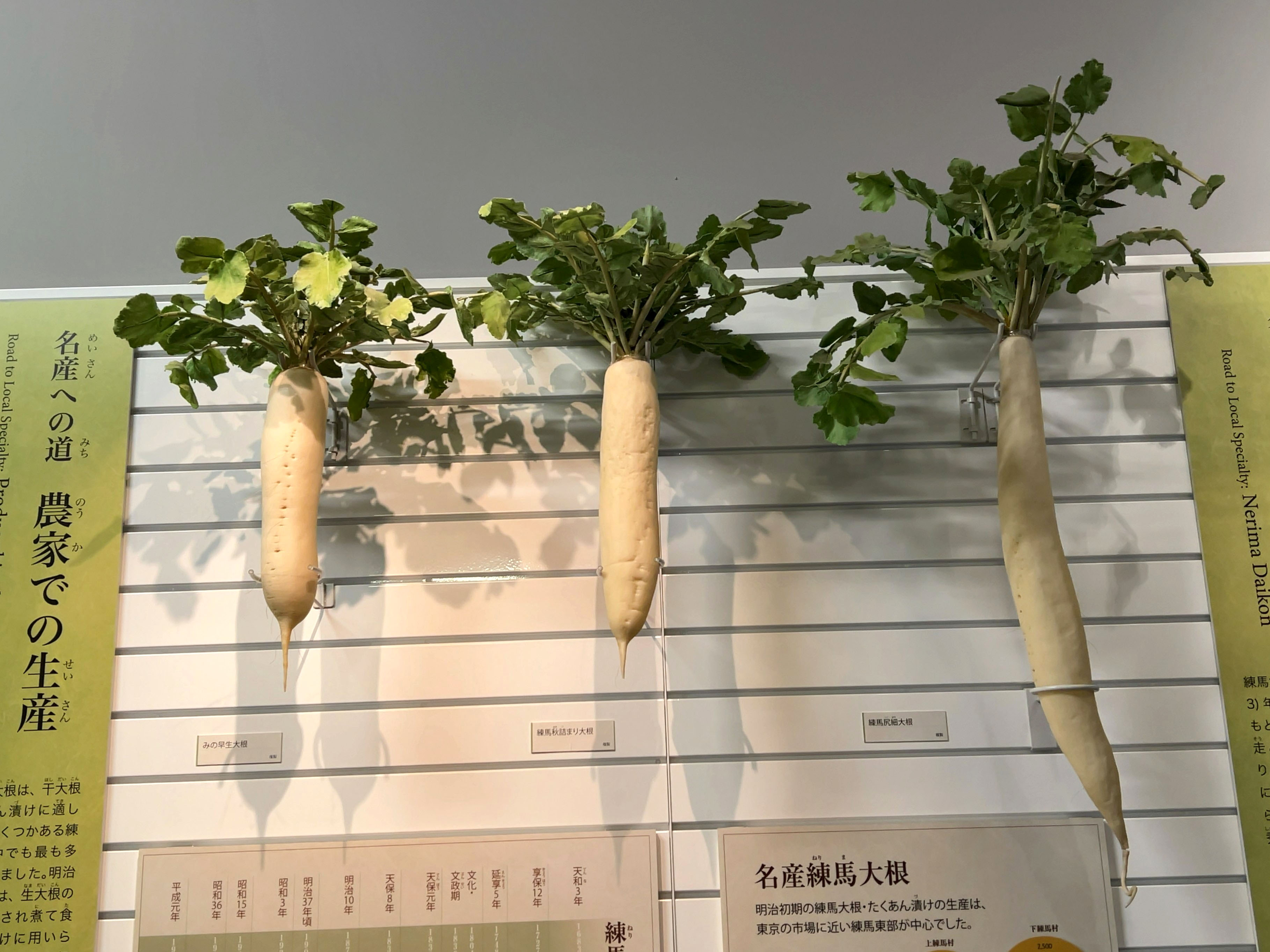
練馬大根のレプリカ

練馬大根（ねりまだいこん）は、東京の練馬区で作り始めた大根をいい、練馬区の特産品にもなっている。この地域の土壌が関東ローム層であり、栽培に適していた。

## 特徴
白首大根系の品種。沢庵漬けに適している「尻細大根」と、その改良型で煮て食べたり、浅漬に用いられた「秋詰まり大根」の2種類があり、秋詰まり大根は早晩2種がある。練馬尻細大根の長さは2尺5寸から3尺（1尺は約30センチメートル）、重量は430匁（100匁は375グラム）。早生づまりは長さ2尺、重量は400匁、晩生づまりは約長さ1尺9寸、重量は約500匁になる。尻細大根は、首と下部が細く、中央部は太い。早生づまりは頭が少し細く、晩生づまりは上下がほぼ同じ長さの円筒形である。辛味が強い。

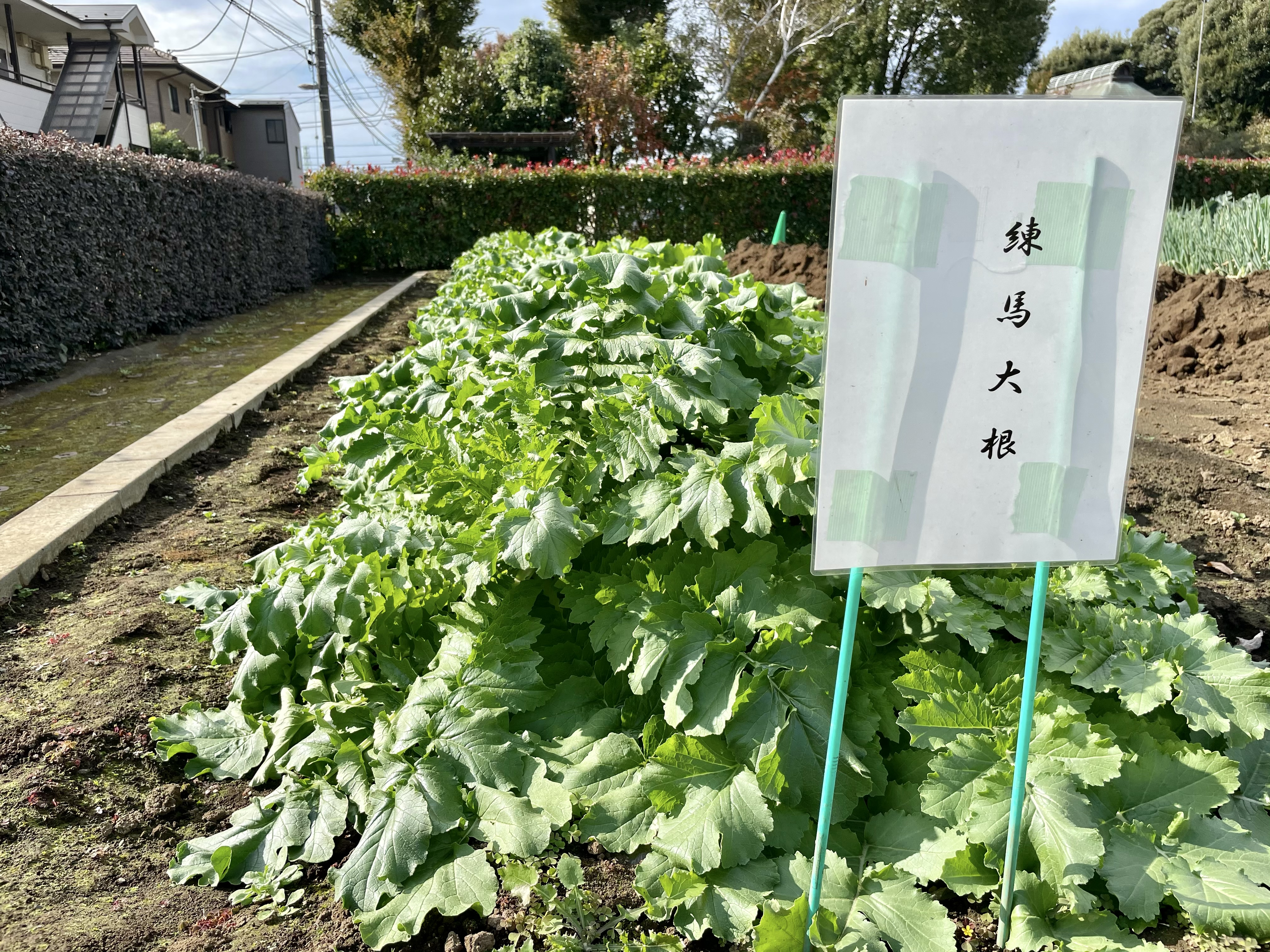
練馬区 農の学校で栽培されている練馬大根の様子
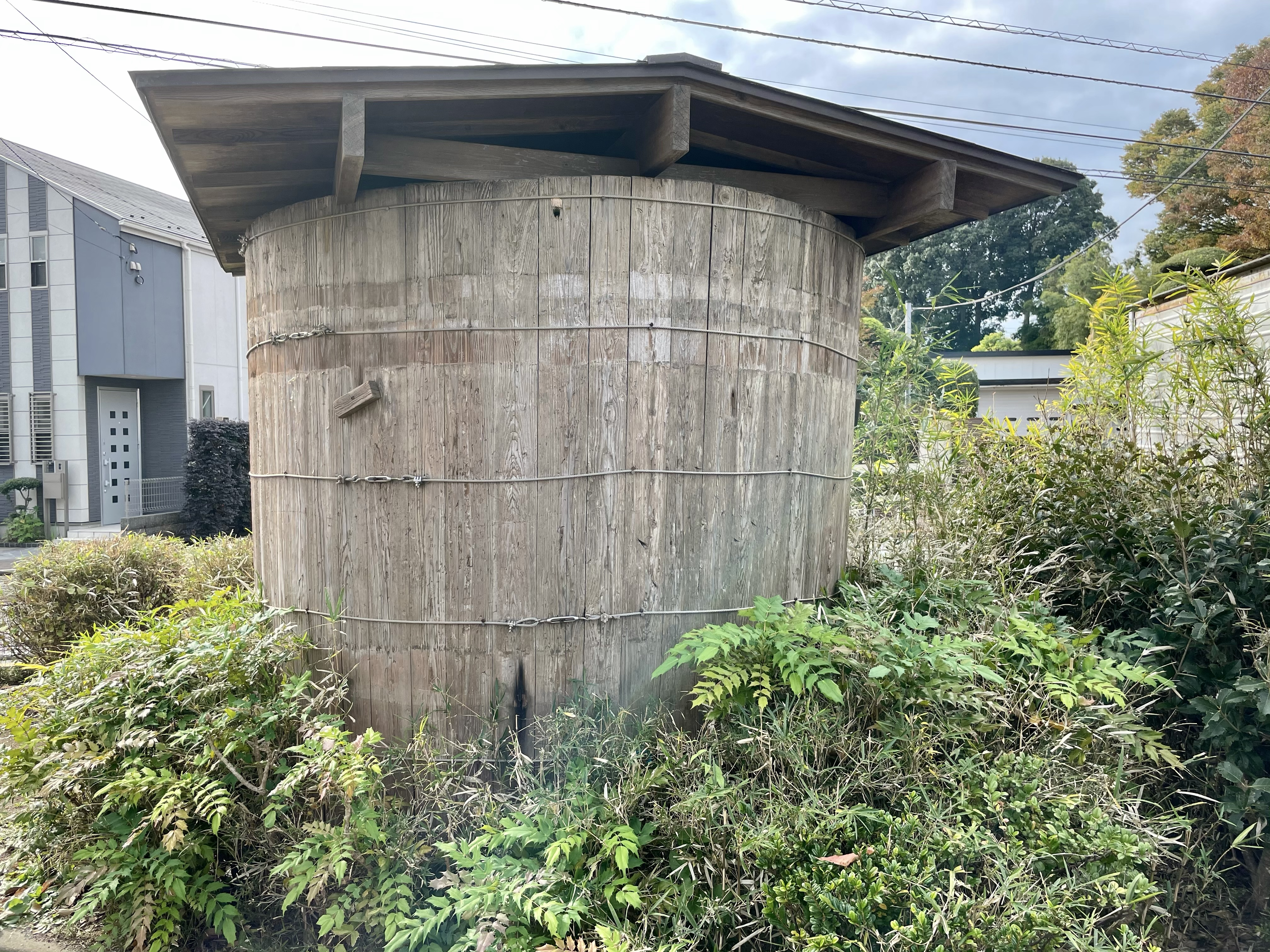
練馬大根漬物用大樽（練馬区高松 練馬区立わかみや公園内）

## 利用法
練馬区の委託により栽培された練馬大根の一部は、沢庵に加工され、「ねりま本干沢庵」の名称で販売されている。練馬大根の「引っこ抜きづらさ」を生かして、「本数」と「長さ」を競うJA東京あおば主催の「練馬大根引っこ抜き大会」が開催されている。地産地消の取り組みとして練馬区立小学校の「練馬大根スパゲティ」という給食メニューが提供されている。また、依頼を受けて練馬大根を栽培している農家の畑で、練馬大根の収穫体験が2011年は4戸で実施された。

## 歴史

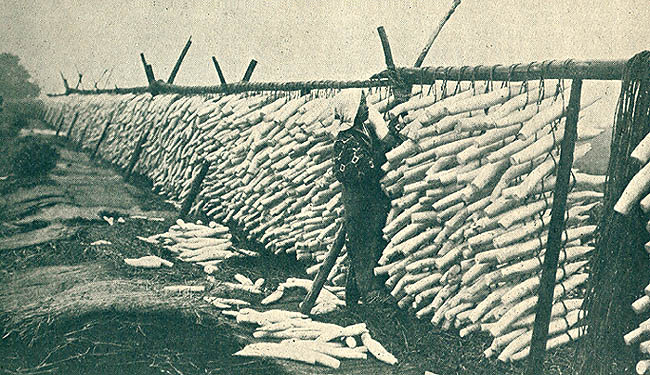
練馬大根を栽培する農家（昭和11年冬）

文献上の初見は、1683年（天和3年）の地誌「紫の一本」（戸田茂睡編）に「ねりま大根、岩附牛旁、笠井菜、芝海老、千住葱、とりかえとりかえ馳走する」とある。発祥にはいくつかの伝説がある。一つは江戸幕府5代将軍徳川綱吉にまつわるもので、綱吉が将軍になる前に、下練馬村に別邸を建て、邸内の空き地に尾張の宮重大根の種を持ち込み、栽培したという説。また、上練馬村の篤農・又六の功績により、当地が第一の大根産地になったという説。元禄10年（1697年）刊の「本朝食鑑」では「巻之三菜部葷辛類十九種」の中に大根を挙げ、「江都近郊最モ美ナル者ノ多シ就中根利間 板橋 浦和之産 為勝タリ（江戸近郊農村には、おいしい大根がたくさんできる。とりわけ根利間・板橋・浦和のものが勝っている」とある。
練馬大根は、水分が少ないので乾きやすく、干しあげたときの歩留まりも多いので、沢庵漬の原料として最適であった。当時の東京府は、全国最大の沢庵漬の産地であり、その中心は現在の練馬区であった。江戸時代に、現在の練馬区の農家が武家屋敷に下肥代金として沢庵漬を納めており、明治以降は生産が盛んになっていった。明治10年（1877年）に明治政府が殖産興業政策の一環として開いた第1回内国勧業博覧会で上練馬村の農家が沢庵漬けを出品し「有名ノ産ヲ以テ製スルカ故ニ、風味美ニシテ日常ノ食前（膳）ニ宜シ」という評で褒賞された。明治の中頃から東京の市街地が拡大していくのに伴い、練馬大根の生産も一層増大していった。その練馬大根は、沢庵漬として製品にされ出荷された。また、干し大根としても販売され、一般家庭では沢庵漬が作られた。その後、昭和の初めのころまで盛んに栽培され続けるが、昭和8年の大干ばつや、モザイク病の大発生によって大きな痛手を受けた。
1945年（昭和20年）の敗戦により、軍をはじめとする沢庵の大口需要がなくなり、大根生産は減少していった。他に生産量が減少した理由として、練馬大根の特徴に首と下部は細く、中央が太いため収穫時に力が必要だったことが挙げられる。昭和30年代頃から食生活の洋風化や練馬区の都市化に伴う農地の減少により練馬大根の生産は衰退し、生産の主体はキャベツ等に変更されていった。昭和52年の時点では練馬大根の主生産地が群馬方面に移ったとされる。1998年（平成10年）時点では契約農家は10軒程の小規模生産となっていたが、1989年（平成元年）に練馬大根育成事業が、2006年（平成18年）には伝来種保存事業が始まる。その他、毎年12月に行われる「練馬大根引っこ抜き競技大会」など区民の間で昔ながらの練馬大根の種を守る取り組みが進められている。

## 石造物
又六庚申塔
元々春日町3丁目33番に建てられた、「享保2年（1717年）霜月十日」「中宮村　講中　十三人」「親講鹿嶋又六」と刻まれた石造物。又六の実在を証明する遺物ではあるものの、安永9年（1780年）に出版された『武蔵演路』に登場する又六と同一人物と断定はできないと練馬区は紹介している。平成14年（2002年）時点では春日町4丁目16番9に移動されている。
練馬大根の碑
1940年（昭和15年）11月建立。全体の高さが464センチメートル。練馬大根育成者である又六を記念するために、又六の菩提寺である練月山愛染院山門口に建立された。題字は当時の東京府知事・川西實三による揮毫。「練馬大根碑」には「将軍綱吉が館林城主右馬頭たりし時 宮重の種子を尾張に取り 上練馬村の百姓又六に与へて栽培せしむるに起ると伝ふ」とある。基壇は持ち寄られた沢庵石によって作られている。
鹿島安太郎翁の顕彰碑
昭和41年4月建立。全体の高さが443センチメートル。練馬大根の碑の隣に建てられた。練馬大根の品種改良や栽培・加工の技術向上並びに普及に努めた鹿島安太郎（又六の子孫、明治16年 - 昭和41年）の碑。
愛染院の鐘楼
練馬区春日町四丁目にある愛染院の鐘楼は、元禄14年（1701年）に木村将監安継により造られた。平成17年（2005年）に練馬区の指定文化財に登録。鐘楼の礎石には沢庵石が使われており、当時の東京練馬漬物組合員149名が持ち寄ったもの。

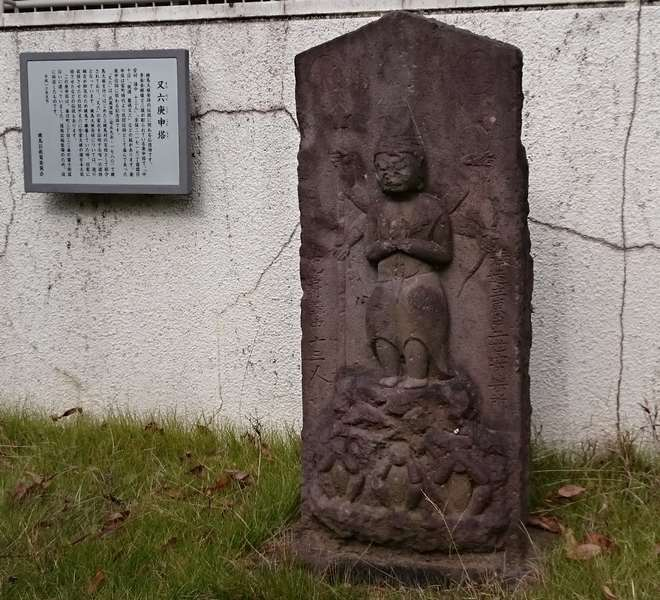
又六庚申塔
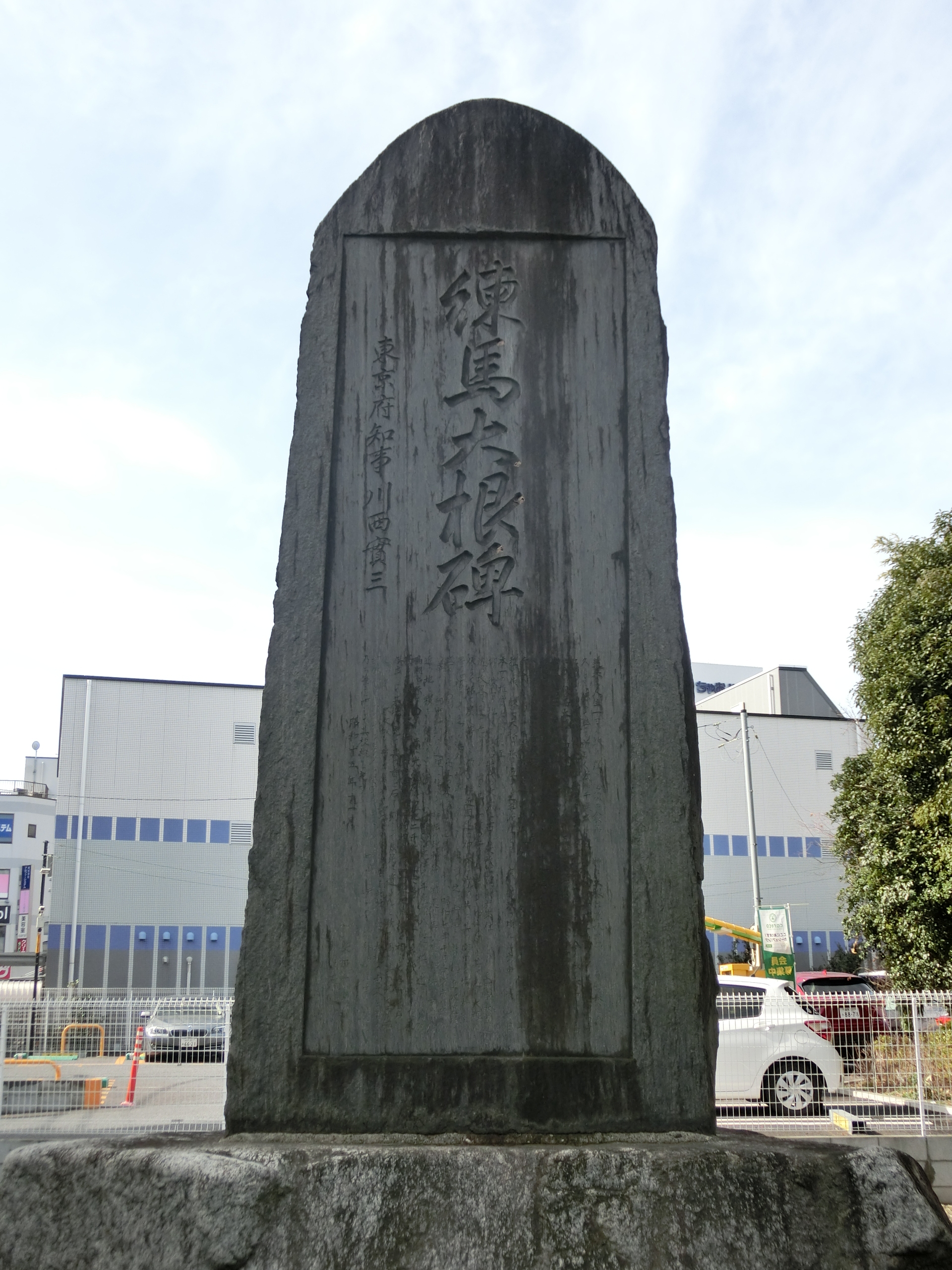
練馬大根の碑
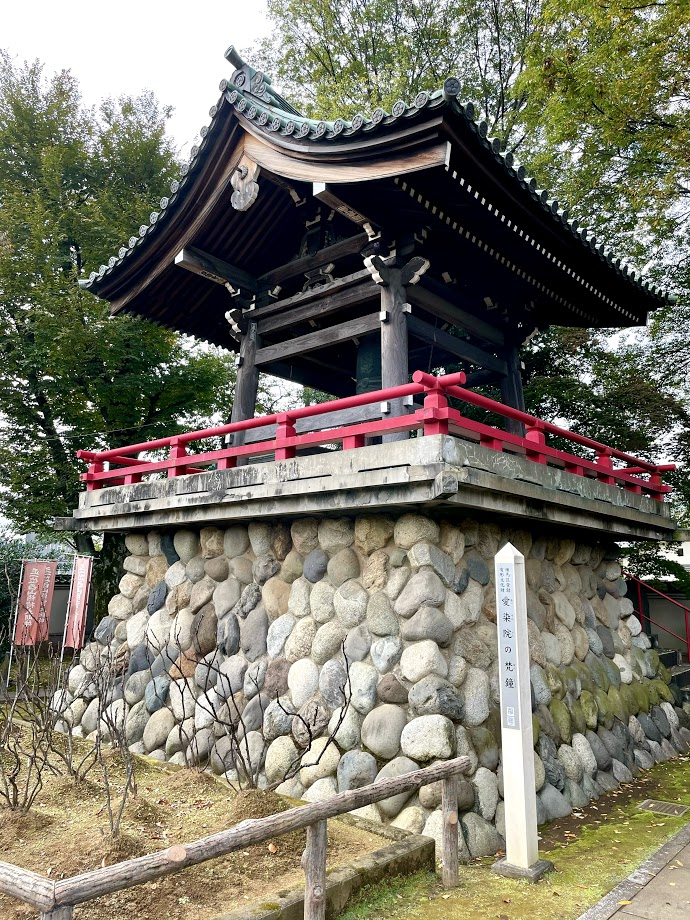
愛染院鐘楼